# Finlands cup (volleyboll, damer)
Finlands cup i volleyboll för damer har hållits, med flera avbrott, sedan 1968 och organiseras av Finska volleybollförbundet.

## Resultat per år[1]
| Upplaga              | Upplaga               | Podium                   | Podium        | Podium                   |              |
| Säsong               | Spelplats för finalen | Mästare                  | Matchresultat | Finalist                 |              |
| -------------------- | --------------------- | ------------------------ | ------------- | ------------------------ | ------------ |
| 1968 mer information | -                     | Kimmo Lahti              | 3 - 0         | Johanneksen Pojat        |              |
| 1969-1974            | -                     | Ej genomförd             | Ej genomförd  | Ej genomförd             | Ej genomförd |
| 1975 mer information | -                     | Saarijärvi Pullistus     | GI            | Kimmo Lahti              |              |
| 1976 mer information | -                     | Euran Raiku              | 3 - 0         | Mäntyharju Virkistys     |              |
| 1977 mer information | -                     | Kajastus Luolaja         | 3 - 1         | Kuopio Sale              |              |
| 1978 mer information | -                     | PV Jyväskylä             | 3 - 0         | Kalevan Tampere          |              |
| 1979 mer information | -                     | Euran Raiku              | 3 - 1         | PV Jyväskylä             |              |
| 1980 mer information | -                     | Euran Raiku              | 3 - 2         | Veikot Karhula           |              |
| 1981 mer information | -                     | Veikot Karhula           | 3 - 1         | Kuopio Kisa-Veikot       |              |
| 1982 mer information | -                     | Kaiku Kaavi              | 3 - 0         | Kalevan Tampere          |              |
| 1983 mer information | -                     | Vaasan Vasama            | GI            | Kaiku Kaavi              |              |
| 1984 mer information | -                     | Vaasan Vasama            | GI            | Kajastus Luolaja         |              |
| 1985 mer information | -                     | PV Jyväskylä             | GI            | Kaiku Kaavi              |              |
| 1986-1989            | -                     | Ej genomförd             | Ej genomförd  | Ej genomförd             | Ej genomförd |
| 1990 mer information | -                     | Vaasan Vasama            | 3 - 0         | Ponsi Koria              |              |
| 1991 mer information | -                     | Vaasan Vasama            | 3 - 0         | Tarmo Volley Hämeenlinna |              |
| 1992 mer information | -                     | Vaasan Vasama            | 3 - 1         | Kajo Valkeala            |              |
| 1993 mer information | -                     | Vaasan Vasama            | 3 - 1         | HeSa Helsinki            |              |
| 1994 mer information | -                     | Pyry Palokka             | 3 - 0         | Tarmo Volley Hämeenlinna |              |
| 1995 mer information | -                     | Pyry Palokka             | 3 - 0         | Vaasan Vasama            |              |
| 1996 mer information | -                     | Oriveden Ponnistus       | 3 - 2         | Euran Raiku              |              |
| 1997 mer information | -                     | Oriveden Ponnistus       | 3 - 0         | Kajo Valkeala            |              |
| 1998 mer information | -                     | Euran Raiku              | 2 - 1         | Tarmo Volley Hämeenlinna |              |
| 1999 mer information | -                     | Tarmo Volley Hämeenlinna | 2 - 1         | Prihat Joensuu           |              |
| 2000 mer information | -                     | Tarmo Volley Hämeenlinna | 3 - 0         | LiigaEura                |              |
| 2001 mer information | -                     | Prihat Joensuu           | 3 - 0         | Salon Viesti             |              |
| 2002 mer information | -                     | Salon Viesti             | 3 - 1         | Someron Pallo            |              |
| 2003 mer information | -                     | Pieksämäki Volley        | 3 - 0         | Tarmo Volley Hämeenlinna |              |
| 2004 mer information | -                     | Salon Viesti             | 3 - 2         | Pieksämäki Volley        |              |
| 2005 mer information | -                     | Vanajan RC               | 3 - 2         | Salon Viesti             |              |
| 2006 mer information | -                     | Vanajan RC               | 3 - 1         | Salon Viesti             |              |
| 2007 mer information | -                     | Salon Viesti             | 3 - 0         | LiigaEura                |              |
| 2008 mer information | -                     | LP Viesti Salo           | 3 - 0         | Pieksämäki Volley        |              |
| 2009 mer information | -                     | LP Viesti Salo           | 3 - 1         | HPK Naiset               |              |
| 2010 mer information | Salo                  | LP Viesti Salo           | 3 - 2         | Oriveden Ponnistus       |              |
| 2011 mer information | Vanda                 | LP Viesti Salo           | 3 - 0         | Oriveden Ponnistus       |              |
| 2012 mer information | Vanda                 | LP Kangasala             | 3 - 2         | LP Viesti Salo           |              |
| 2013 mer information | Vanda                 | LP Kangasala             | 3 - 0         | LP Viesti Salo           |              |
| 2014 mer information | Tavastehus            | LP Viesti Salo           | 3 - 1         | HPK Naiset               |              |
| 2015 mer information | Tavastehus            | LP Viesti Salo           | 3 - 0         | LP Kangasala             |              |
| 2016 mer information | Tavastehus            | LP Viesti Salo           | 3 - 2         | HPK Naiset               |              |
| 2017 mer information | Åbo                   | HPK Naiset               | 3 - 0         | Kuusamon Pallo-Karhut    |              |
| 2018 mer information | Åbo                   | Oriveden Ponnistus       | 3 - 1         | HLPK Lentiskerho         |              |
| 2019 mer information | Tammerfors            | LP Pihtipudas            | 3 - 2         | LP Viesti Salo           |              |
| 2020 mer information | Tammerfors            | LP Kangasala             | 3 - 0         | LP Viesti Salo           |              |

## Resultat per klubb
| Lag                      | Antal titlar | Säsonger                                 |
| ------------------------ | ------------ | ---------------------------------------- |
| Vaasan Vasama            | 6            | 1983, 1984, 1990, 1991, 1992, 1993       |
| LP Viesti Salo           | 7            | 2008, 2009, 2010, 2011, 2014, 2015, 2016 |
| Euran Raiku              | 4            | 1976, 1979, 1980, 1998                   |
| Oriveden Ponnistus       | 3            | 1996, 1997, 2018                         |
| Salon Viesti             | 3            | 2002, 2004, 2007                         |
| LP Kangasala             | 3            | 2012, 2013, 2020                         |
| PV Jyväskylä             | 2            | 1978, 1985                               |
| Pyry Palokka             | 2            | 1994, 1995                               |
| Tarmo Volley Hämeenlinna | 2            | 1999, 2000                               |
| Vanajan RC               | 2            | 2005, 2006                               |
| Kimmo Lahti              | 1            | 1968                                     |
| Saarijärvi Pullistus     | 1            | 1975                                     |
| Kajastus Luolaja         | 1            | 1977                                     |
| Veikot Karhula           | 1            | 1981                                     |
| Kaiku Kaavi              | 1            | 1982                                     |
| Prihat Joensuu           | 1            | 2001                                     |
| Pieksämäki Volley        | 1            | 2003                                     |
| HPK Naiset               | 1            | 2017                                     |
| LP Pihtipudas            | 1            | 2019                                     |